# Scolosanthus densiflorus
Scolosanthus densiflorus är en måreväxtart som beskrevs av Ignatz Urban. Scolosanthus densiflorus ingår i släktet Scolosanthus och familjen måreväxter.
Artens utbredningsområde är Haiti. Inga underarter finns listade i Catalogue of Life.